# ویدری
ویدری (به چکی: Vydří) یک منطقهٔ مسکونی در جمهوری چک است که در شهرستان ییندرژیخوف هرادتس واقع شده‌است.
 ویدری ۵٫۸۴ کیلومتر مربع مساحت و ۱۲۷ نفر جمعیت دارد و ۴۸۳ متر بالاتر از سطح دریا واقع شده‌است.